# Dashengou Shuiku
Dashengou Shuiku (kinesiska: 大深沟水库) är en reservoar i Kina. Den ligger i provinsen Sichuan, i den sydvästra delen av landet, omkring 240 kilometer öster om provinshuvudstaden Chengdu. Dashengou Shuiku ligger 380 meter över havet. Omgivningarna runt Dashengou Shuiku är en mosaik av jordbruksmark och naturlig växtlighet.
Genomsnittlig årsnederbörd är 1 469 millimeter. Den regnigaste månaden är september, med i genomsnitt 284 mm nederbörd, och den torraste är december, med 11 mm nederbörd.